# Stefan Kramer (Sinologe)
Stefan Kramer (* 1966 in Essen) ist ein deutscher Medienwissenschaftler und Sinologe.

## Leben
Kramer studierte Medienwissenschaft und Sinologie, Literatur- und Politikwissenschaft in Bochum und Peking. Nach der Promotion bei Helmut Martin an der Ruhr-Universität Bochum arbeitete er kurzzeitig in der chinesischen Medienwirtschaft.
Von 1998 bis 2000 war er wissenschaftlichen Mitarbeit am Sonderforschungsbereich 511 (Literatur und Anthropologie) an der Universität Konstanz. 2003 habilitierte er sich dort mit einer medienwissenschaftlichen Arbeit (Vom Eigenen und Fremden. Fernsehen und kulturelles Selbstverständnis in der Volksrepublik China). Von 2002 bis 2004 war er wissenschaftlicher Mitarbeiter des DFG-Projekts „Medien und kulturelle Identität in China“. Danach war er Dozent für Medienwissenschaft und Medienkultur ebendort.
Außerdem war er von 2000 bis 2009 Fellow bzw. Privatdozent am Institut für Sinologie und Koreanistik an der Eberhard Karls Universität Tübingen; die sinologische Habilitation erfolgte 2007. 2008 vertrat er den Lehrstuhl für Medienästhetik am Fachbereich 3 (Medienwissenschaft) an der Universität Siegen. Von 2009 bis 2013 war er Professor für Gesellschaft Chinas am Ostasiatischen Institut der Universität Leipzig. Seit 2014 ist er Lehrstuhlinhaber für Kultur Chinas am Ostasiatischen Seminar der Universität zu Köln. Gast- und Honorarprofessuren führten ihn u. a. nach Peking, Shanghai und Guangzhou. 

## Forschung und Lehre
Zu den Forschungsschwerpunkten Kramers gehören u. a. Technikgeschichte, Diskurs- und Erkenntnistheorie sowie ästhetische Philosophie. Er übersetzte u. a. die Autobiographie des chinesischen Regisseurs Chen Kaige ins Deutsche.

## Schriften (Auswahl)
- Geschichte des chinesischen Films. Metzler, Stuttgart u. a. 1997, ISBN 3-476-01509-2.
- Vom Eigenen und Fremden. Fernsehen und kulturelles Selbstverständnis in der Volksrepublik China. Transcript, Bielefeld 2004, ISBN 3-89942-208-2.
- Das chinesische Fernsehpublikum. Zur Rezeption und Reproduktion eines neuen Mediums (= Kultur- und Medientheorie). Transcript, Bielefeld 2006, ISBN 978-3-89942-526-0.
- mit Peter Ludes (Hrsg.): Networks of culture. For professors Winfried Nöth (born September 12, 1944) and Otthein Herzog (born September 25, 1944). Two pioneers in semiotics and visual information processing (= The world language of key visuals. Vol. 2). Lit, Berlin u. a. 2010, ISBN 978-3-643-10163-1.
- (Hrsg.): Sinologie und Chinastudien. Eine Einführung (= Narr-Studienbücher). Narr, Tübingen 2013, ISBN 978-3-8233-6773-4.